# Società Sportiva Lazio 1941-1942
Questa voce raccoglie le informazioni riguardanti la Società Sportiva Lazio nelle competizioni ufficiali della stagione 1941-1942.

## Stagione
La Lazio partecipò al campionato di Serie A 1941-1942 classificandosi al quinto posto con 37 punti.
In Coppa Italia la Lazio, dopo aver sconfitto il Bari nei sedicesimi, fu eliminata dal Milano negli ottavi di finale.

## Divise
| Manica sinistra · Manica sinistra · Maglietta · Maglietta · Manica destra · Manica destra · Pantaloncini · Calzettoni · Calzettoni |
| Casa |

| Manica sinistra · Manica sinistra · Maglietta · Maglietta · Manica destra · Manica destra · Pantaloncini · Calzettoni · Calzettoni |
| Trasferta |

## Organigramma societario
Area direttiva
- Presidente: Giovanni Minotto

Area tecnica
- Allenatore: Alexander Popovic

## Rosa
| N. |                      | Ruolo | Calciatore         |
| -- | -------------------- | ----- | ------------------ |
|    | Italia (bandiera)    | P     | Corrado Giovannini |
|    | Italia (bandiera)    | P     | Corrado Giubilo    |
|    | Italia (bandiera)    | P     | Uber Gradella      |
|    | Uruguay (bandiera)   | D     | Maximiliano Faotto |
|    | Italia (bandiera)    | D     | Renato Ferrarese   |
|    | Italia (bandiera)    | D     | Alessandro Ferri   |
|    | Italia (bandiera)    | D     | Alfredo Monza      |
|    | Italia (bandiera)    | D     | Italo Romagnoli II |
|    | Italia (bandiera)    | C     | Giuseppe Baldo     |
|    | Italia (bandiera)    | C     | Bruno Camolese     |
|    | Argentina (bandiera) | C     | Alberto Fazio      |

| N. |                      | Ruolo | Calciatore              |
| -- | -------------------- | ----- | ----------------------- |
|    | Argentina (bandiera) | C     | Enrique Flamini         |
|    | Argentina (bandiera) | C     | Salvador Gualtieri      |
|    | Italia (bandiera)    | C     | Luciano Ramella         |
|    | Italia (bandiera)    | C     | Romolo Sforza           |
|    | Albania (bandiera)   | A     | Loro Boriçi             |
|    | Italia (bandiera)    | A     | Armando Longhi          |
|    | Italia (bandiera)    | A     | Silvio Piola (capitano) |
|    | Argentina (bandiera) | A     | Silvestro Pisa I        |
|    | Italia (bandiera)    | A     | Aldo Puccinelli         |
|    | Italia (bandiera)    | A     | Luigi Vettraino         |
|    | Italia (bandiera)    | A     | Otello Zironi           |

## Calciomercato
| Acquisti | Acquisti           | Acquisti | Acquisti   |
| R.       | Nome               | da       | Modalità   |
| -------- | ------------------ | -------- | ---------- |
| D        | Maximiliano Faotto | Napoli   | definitivo |
| C        | Bruno Camolese     | Vicenza  | definitivo |
| A        | Loro Boriçi        | Vllaznia | definitivo |

| Cessioni | Cessioni           | Cessioni         | Cessioni   |
| R.       | Nome               | a                | Modalità   |
| -------- | ------------------ | ---------------- | ---------- |
| D        | Oreste Brondi      | Cecina           | definitivo |
| C        | Vittorio Dagianti  | Salernitana      | definitivo |
| C        | Anselmo Pisa II    | Ambrosiana-Inter | definitivo |
| A        | Elvezio D'Orazi    | Ala Littoria     | prestito   |
| A        | Umberto Lombardini | Ala Littoria     | prestito   |
| A        | Giuseppe Mancini   | Ala Littoria     | definitivo |

## Risultati

### Serie A

#### Girone d'andata
| Trieste 26 ottobre 1941 1ª giornata | Triestina        | 0 – 0 referto | Lazio | Stadio Littorio\| Arbitro: \| Moretti (Genova) \| |
| Arbitro:                            | Moretti (Genova) |               |       |                                                   |

| Arbitro: | Scorzoni (Bologna) |

|                                                |           |                     |
| Pisa I 10’, 58’ Baldi III 69’ (aut.) Piola 87’ | Marcatori | 68’ (rig.) Menti II |

| Arbitro: | Galeati (Bologna) |

|                                  |           |            |
| Meroni 30’, 39’ Alghisi 40’, 66’ | Marcatori | 90’ Pisa I |

| Arbitro: | Ciamberlini (Genova) |

|              |           |                       |
| Gualtieri 1’ | Marcatori | 78’ (rig.) Valcareggi |

| Arbitro: | Bertolio (Torino) |

|                    |           |                  |
| Romagnoli 16’, 21’ | Marcatori | 51’, 79’ Demaría |

| Arbitro: | Moretti (Genova) |

|                            |           |             |
| Cattaneo 52’ Michelini 87’ | Marcatori | 14’ Flamini |

| Arbitro: | Scotto (Savona) |

|                              |           |                |
| Gualtieri 22’ Puccinelli 65’ | Marcatori | 63’ Del Grosso |

| Arbitro: | Pizziolo (Firenze) |

|            |           |               |
| Fabbro 22’ | Marcatori | 30’ Gualtieri |

| Arbitro: | Barlassina (Novara) |

|                                               |           |               |
| Piola 13’, 75’, 83’ Puccinelli 61’ Pisa I 78’ | Marcatori | 69’ Puricelli |

| Arbitro: | Scorzoni (Bologna) |

|                           |           |  |
| Lushta 10’ Varglien I 66’ | Marcatori |  |

| Arbitro: | Galeati (Bologna) |

|           |           |            |
| Piola 57’ | Marcatori | 87’ Ispiro |

| Arbitro: | Scorzoni (Bologna) |

|                                |           |           |
| Amadei 14’ Faotto 90+1’ (aut.) | Marcatori | 26’ Piola |

| Arbitro: | Moretti (Genova) |

|                         |           |                |
| Piola 22’ Romagnoli 60’ | Marcatori | 14’, 68’ Boffi |

| Arbitro: | Scotto (Savona) |

|                                                |           |  |
| Gaddoni 14’ Peretti 20’ Ciancamerla 82’ (rig.) | Marcatori |  |

| Arbitro: | Zelocchi (Modena) |

|                      |           |             |
| Piola 22’ Pisa I 47’ | Marcatori | 62’ Loik II |

#### Girone di ritorno
| Arbitro: | Moretti (Genova) |

|                                               |           |  |
| Pisa I 22’, 38’, 46’ Piola 30’ Puccinelli 44’ | Marcatori |  |

| Arbitro: | Scotto (Savona) |

|              |           |            |
| Menti II 63’ | Marcatori | 59’ Pisa I |

| Arbitro: | Curradi (Firenze) |

|                                   |           |  |
| Piola 26’, 52’, 70’ Gualtieri 64’ | Marcatori |  |

| Arbitro: | Galeati (Bologna) |

|                                |           |            |
| Degano 41’, 58’ Valcareggi 90’ | Marcatori | 40’ Pisa I |

| Arbitro: | Scotto (Savona) |

|  |           |                |
|  | Marcatori | 45’ Puccinelli |

| Arbitro: | Scarpi (Dolo) |

|                          |           |  |
| Piola 1’, 34’ Pisa I 71’ | Marcatori |  |

| Arbitro: | Curradi (Firenze) |

|             |           |  |
| Robotti 44’ | Marcatori |  |

| Arbitro: | Scotto (Savona) |

|            |           |  |
| Pisa I 74’ | Marcatori |  |

| Arbitro: | Pizziolo (Firenze) |

|                            |           |                       |
| Reguzzoni 16’ Andreolo 19’ | Marcatori | 42’, 63’ (rig.) Baldo |

| Arbitro: | Scarpi (Dolo) |

|                        |           |              |
| Baldo 6’ Romagnoli 89’ | Marcatori | 44’ Colaneri |

| Arbitro: | Pizziolo (Firenze) |

|            |           |                        |
| Ispiro 79’ | Marcatori | 38’, 60’ (rig.) Pisa I |

| Arbitro: | Barlassina (Novara) |

|                |           |          |
| Puccinelli 68’ | Marcatori | 5’ Pantó |

| Arbitro: | Galeati (Bologna) |

|                      |           |                                         |
| Cappello IV 19’, 23’ | Marcatori | 14’, 22’, 73’ Puccinelli 34’, 62’ Piola |

| Arbitro: | Scotto (Savona) |

|                |           |              |
| Piola 29’, 59’ | Marcatori | 62’ Pagliano |

| Arbitro: | Pizziolo (Firenze) |

|  |           |                          |
|  | Marcatori | 53’ Puccinelli 84’ Baldo |

### Coppa Italia

#### Fase finale
| Arbitro: | Mazza (Torre del Greco) |

|                                           |           |                            |
| Gualtieri 9’ Vettraino 14’ Piola 19’, 26’ | Marcatori | 16’ Fabbri II 46’ Trevisan |

| Arbitro: | Galeati (Bologna) |

|                                                            |           |                         |
| Rosellini 62’ Antonini 70’ Bollano 74’ (rig.) Sandroni 83’ | Marcatori | 19’ Gualtieri 56’ Piola |

## Statistiche

### Statistiche di squadra
| Competizione       | Punti | In casa | In casa | In casa | In casa | In casa | In casa | In trasferta | In trasferta | In trasferta | In trasferta | In trasferta | In trasferta | Totale | Totale | Totale | Totale | Totale | Totale | DR  |
| Competizione       | Punti | G       | V       | N       | P       | Gf      | Gs      | G            | V            | N            | P            | Gf           | Gs           | G      | V      | N      | P      | Gf     | Gs     | DR  |
| ------------------ | ----- | ------- | ------- | ------- | ------- | ------- | ------- | ------------ | ------------ | ------------ | ------------ | ------------ | ------------ | ------ | ------ | ------ | ------ | ------ | ------ | --- |
| Serie A            | 37    | 15      | 10      | 5       | 0       | 37      | 13      | 15           | 4            | 4            | 7            | 18           | 24           | 30     | 14     | 9      | 7      | 55     | 37     | +18 |
| Coppa Italia       |       | 1       | 1       | 0       | 0       | 4       | 2       | 1            | 0            | 0            | 1            | 2            | 4            | 2      | 1      | 0      | 1      | 6      | 6      | 0   |
| Campionato Riserve | 18    | 6       | 4       | 1       | 1       | 19      | 6       | 6            | 4            | 1            | 1            | 12           | 5            | 12     | 8      | 2      | 2      | 31     | 11     | +20 |
| Totale             |       | 22      | 15      | 6       | 1       | 60      | 21      | 22           | 8            | 5            | 9            | 32           | 33           | 44     | 23     | 11     | 10     | 92     | 54     | +38 |

### Statistiche dei giocatori[5]
Nel conteggio delle reti realizzate si aggiunga un'autorete a favore in Campionato.
| Giocatore       | Serie A  | Serie A | Coppa Italia | Coppa Italia | Campionato Riserve | Campionato Riserve | Totale   | Totale |
| Giocatore       | Presenze | Reti    | Presenze     | Reti         | Presenze           | Reti               | Presenze | Reti   |
| --------------- | -------- | ------- | ------------ | ------------ | ------------------ | ------------------ | -------- | ------ |
| G. Baldo        | 18       | 4       | -            | -            | 2                  | 0                  | 20       | 4      |
| G. Biagioli     | -        | -       | -            | -            | 3                  | 0                  | 3        | 0      |
| L. Boriçi       | 4        | 0       | -            | -            | 7                  | 3                  | 11       | 3      |
| B. Camolese     | 1        | 0       | -            | -            | 1                  | 1                  | 2        | 1      |
| M. Carassai     | -        | -       | -            | -            | 12                 | 5                  | 12       | 5      |
| S. Del Pinto    | -        | -       | -            | -            | 8                  | 0                  | 8        | 0      |
| A. De Pierro    | -        | -       | -            | -            | 6                  | 0                  | 6        | 0      |
| M. Faotto       | 7        | 0       | 2            | 0            | -                  | -                  | 9        | 0      |
| A. Fazio        | 26       | 0       | 2            | 0            | -                  | -                  | 28       | 0      |
| R. Ferrarese    | 5        | 0       | -            | -            | 6                  | 0                  | 11       | 0      |
| A. Ferri        | 21       | 0       | 2            | 0            | 3                  | 0                  | 26       | 0      |
| E. Flamini      | 30       | 1       | 2            | 0            | -                  | -                  | 32       | 1      |
| C. Giovannini   | -        | -       | -            | -            | -                  | -                  | -        | -      |
| C. Giubilo      | 1        | -1      | -            | -            | 3                  | -0                 | 4        | -1     |
| U. Gradella     | 29       | -36     | 2            | -6           | -                  | -                  | 31       | -42    |
| S. Gualtieri    | 26       | 4       | 2            | 2            | -                  | -                  | 28       | 6      |
| A. Longhi       | 1        | 0       | -            | -            | 7                  | 6                  | 8        | 6      |
| L. Lulli        | -        | -       | -            | -            | 11                 | 9                  | 11       | 9      |
| M. Mai          | -        | -       | -            | -            | 6                  | 1                  | 6        | 1      |
| L. Minnetti     | -        | -       | -            | -            | 1                  | 0                  | 1        | 0      |
| A. Mozzetta I   | -        | -       | -            | -            | 9                  | 2                  | 9        | 2      |
| A. Mozzetta II  | -        | -       | -            | -            | 6                  | 1                  | 6        | 1      |
| A. Monza        | 30       | 0       | 2            | 0            | -                  | -                  | 32       | 0      |
| S. Piola        | 24       | 18      | 2            | 3            | -                  | -                  | 26       | 21     |
| S. Pisa I       | 27       | 14      | 2            | 0            | -                  | -                  | 29       | 14     |
| A. Pisa II      | -        | -       | -            | -            | 7                  | 2                  | 7        | 2      |
| A. Puccinelli   | 23       | 9       | -            | -            | -                  | -                  | 23       | 9      |
| L. Ramella      | 28       | 0       | 2            | 0            | -                  | -                  | 30       | 0      |
| A. Rega         | -        | -       | -            | -            | 9                  | -11                | 9        | -11    |
| L. Risso        | -        | -       | -            | -            | 7                  | 0                  | 7        | 0      |
| I. Romagnoli II | 27       | 4       | -            | -            | -                  | -                  | 27       | 4      |
| G. Rosini       | -        | -       | -            | -            | 7                  | 0                  | 7        | 0      |
| R. Sforza       | -        | -       | -            | -            | -                  | -                  | -        | -      |
| E. Valenti      | -        | -       | -            | -            | 11                 | 1                  | 11       | 1      |
| L. Vettraino    | 1        | 0       | 2            | 1            | -                  | -                  | 3        | 1      |
| O. Zironi       | 1        | 0       | -            | -            | -                  | -                  | 1        | 0      |

## Riserve
La squadra riserve della Lazio ha disputato nella stagione 1941-1942 il Campionato Riserve.

### Rosa
| N. |                   | Ruolo | Calciatore       |
| -- | ----------------- | ----- | ---------------- |
|    | Italia (bandiera) | P     | Corrado Giubilo  |
|    | Italia (bandiera) | P     | Amedeo Rega      |
|    | Italia (bandiera) | D     | Giorgio Biagioli |
|    | Italia (bandiera) | C     | Aldo De Pierro   |
|    | Italia (bandiera) | D     | Renato Ferrarese |
|    | Italia (bandiera) | D     | Alessandro Ferri |
|    | Italia (bandiera) | D     | Giuseppe Rosini  |
|    | Italia (bandiera) | D     | Edoardo Valenti  |
|    | Italia (bandiera) | C     | Giuseppe Baldo   |
|    | Italia (bandiera) | C     | Bruno Camolese   |
|    | Italia (bandiera) | C     | Sergio Del Pinto |

| N. |                      | Ruolo | Calciatore          |
| -- | -------------------- | ----- | ------------------- |
|    | Italia (bandiera)    | C     | Massimo Mai         |
|    | Italia (bandiera)    | C     | Lello Minnetti      |
|    | Italia (bandiera)    | C     | Armando Mozzetta II |
|    | Argentina (bandiera) | C     | Anselmo Pisa II     |
|    | Italia (bandiera)    | C     | Livio Risso         |
|    | Albania (bandiera)   | A     | Loro Boriçi         |
|    | Italia (bandiera)    | A     | Mario Carassai      |
|    | Italia (bandiera)    | A     | Armando Longhi      |
|    | Italia (bandiera)    | A     | Leo Lulli           |
|    | Italia (bandiera)    | A     | Arturo Mozzetta I   |